# Shin Megami Tensei if...
 (octobre 2019).
Si vous disposez d'ouvrages ou d'articles de référence ou si vous connaissez des sites web de qualité traitant du thème abordé ici, merci de compléter l'article en donnant les références utiles à sa vérifiabilité et en les liant à la section « Notes et références ».
Shin Megami Tensei if... est un opus à part dans la branche officielle de Shin Megami Tensei. Bien qu'il ne soit pas numéroté comme le troisième opus, il n'est pas considéré comme un spin-off par les développeurs.
Il s'agit d'un RPG japonais édité par Atlus en 1994 sur la Super Famicom. Il n'est jamais sorti en dehors du Japon.

## Situation chronologique
Bien qu'il s'agisse d'un des opus les plus méconnus, If reste une pierre angulaire de la série.
Il a posé les bases de la série Persona et il coupe la trame de SMT en deux axes temporels : celle du jeu original et de sa suite où Tokyo fut dévastée par une salve d'ogives nucléaires, et celle de "If" où ces armes n'ont jamais été envoyées. Lucifer's Call et Strange Journey sont souvent considérée comme des suites de If.

## Scénario
L'histoire se déroule dans le lycée Karukozaka. Cet établissement est envoyé dans le Monde des Enfers par un étudiant nommé Hideo Hazama. Dès lors, les démons envahissent l'endroit et commencent à massacrer les élèves.
Le joueur incarne un élève anonyme. Il lui faut choisir un partenaire parmi les cinq disponibles et explorer la dimension maléfique afin de regagner la Terre. Pour cela, il devra visiter des mondes parallèles en relation avec les sept pêchés capitaux afin d'obtenir des anneaux magiques.

## Système de jeu

### Généralités
Comme de coutume, il s'agit d'un jeu à la première personne. Tout en explorant les couloirs, le héros affronte, recrute et invoque des démons. Il se bat avec une arme blanche et une arme à feu.
Il est possible de fusionner les démons.

### Gardien
Shin Megam Tensei if... repose sur un système de Gardiens. Le joueur s'en voit attribuer un au début du jeu au terme d'une série de questions destinées à établir son "profil". Il existe un Gardien spécialisé dans chaque statistique (la Force, la Magie...).
Ce double veille non pas sur sa vie, mais sur sa mort. En effet, les caractéristiques du héros sont définies par celles de son Gardien, et celui-ci gagne en puissance lorsque le personnage meurt après avoir accumulé assez d'expérience.
Ce principe sera repris d'une manière bien plus simple dans Persona 3.

## Distribution
Comme beaucoup de RPG de la Super Famicom, Shin Megami Tensei : If... n'a jamais été publié ailleurs qu'au Japon.
Outre sa version originale sortie en 1995, le jeu a été réédité sur PlayStation et sur le PlayStation Network.
Il existe également un manga adapté du jeu, publié en 1996. Ce livre sert également d'ouverture AU manga Shin Megami Tensei : Kahn, qui reprend le premier opus des Shin Megami Tensei.